# Michael Shanks
Michael Garrett Shanks (Vancouver, 1970. december 15. – ) kanadai színész.
A Csillagkapu című amerikai sci-fi sorozattal vált híressé dr. Daniel Jackson szerepében. Ő kölcsönözte a hangját ugyanezen sorozat Thor nevű szereplőjének is.

## Életrajz

### Fiatalkora
Miután 1994-ben lediplomázott a Brit Columbiai Egyetemen, számos produkcióban szerepelt, két évig volt gyakornok Ontarióban, a jó hírű Stratford Festival-on. Számos sorozatban játszott vendégszerepet, többek között a Hegylakóban, a University Hospitalban és a Végsö határokban. Ezenkívül szerepelt a Szemben az igazságszolgáltatással (Family Divided) című tv-filmben és A vadon szavában, mielőtt elfogadta volna a felkérést a Csillagkapu című sorozathoz.

### Pályafutása
A Csillagkapu első 5 évadján keresztül játszotta dr. Daniel Jackson régészt, majd a szerepe ellaposodására hivatkozva elhagyta a sorozatot. A 6. évad ideje alatt számos vendégszerepet vállalt, továbbra is Jacksont játszva és a Thor nevű Asgardot szinkronizálta. Egy lelkes rajongói kampányt követően visszatért a hetedik és az azt követő évadokba, majd 2004-ben megkapta a Leo Awardot a "Legjobb férfi főszereplő egy drámai sorozatban" kategóriában. A díjat a 7. évad "Mentőcsónak" című részével kapta. A 10. évad 20 epizódjából csak 16-ra szerződött le, mert 2006 márciusában megszületett 3. gyermeke (feleségével, a Csillagkapu egyik mellékszereplőjével, Lexa Doiggal ez a 2. közös gyermekük).
2004-ben játszott a Csillagkapu: Atlantisz bevezető részében (Daniel Jackson szerepében). Továbbá feltűnt még az Atlantisz 5. és egyben utolsó évadjának 10. és 11. epizódjaiban is. Ha az Atlantisz nem fejeződött volna be a 6. évadban állandó szereplő lett volna.
2009-ben feltűnt a Stargate Universe című új csillagkapu sorozat bevezető epizódjában egy rövid részlet erejéig. De az első évad során kiemelkedő szerepet az évad 14. és 18. epizódjában kapott de a 19. részben is feltűnt, de ismét csak egy rövid rész erejéig. De van rá esély hogy a 2. évadban állandószereplő legyen.

#### Magánélete
2003. augusztus 2-án feleségül vette Lexa Doig színésznőt, akit 2001-ben ismert meg az Andromédában vállalt vendégszereplése alkalmával. (A Csillagkapu 9. és 10. évadjában is dolgoztak együtt, amikor a színésznőt beválogatták Dr.Carolyn Lam visszatérő szerepére.) 2 közös gyermekük született: lányuk, Mia Tabitha Shanks (született: 2004. szeptember 13.) és fiuk Samuel David Shanks (2006. március 19.). Legidősebb lánya, Tatiana (1998) Vaitiare Bandera modell és színésznővel való kapcsolatából született, aki egyébként Daniel Jackson feleségét, Sha're-t játszotta a Csillagkapuban.

## Filmográfia

### Film
| Év   | Magyar cím                            | Eredeti cím                     | Szerep                      | Magyar hang   |
| ---- | ------------------------------------- | ------------------------------- | --------------------------- | ------------- |
| 2000 | Gyanús folyó                          | Suspicious River                | baseballsapkás férfi        |               |
| 2000 |                                       | Mr Fortune's Smile              | James                       |               |
| 2001 |                                       | The Artist's Circle (rövidfilm) | művész                      |               |
| 2001 | Hirtelen jött szerelem                | Suddenly Naked                  | Danny Blair / Donny Blitzer |               |
| 2003 | A kígyóistennő bolygója               | Sumuru                          | Adam Wade                   | Holl Nándor   |
| 2008 | Csillagkapu: Az igazság ládája        | Stargate: The Ark of Truth      | Daniel Jackson              | Holl Nándor   |
| 2008 | Csillagkapu: Continuum                | Stargate: Continuum             | Daniel Jackson              | Holl Nándor   |
| 2010 | Arctic Blast – Amikor megfagy a világ | Arctic Blast                    | Jack Tate                   | Bozsó Péter   |
| 2010 | A lány és a farkas                    | Red Riding Hood                 | Adrien Lazar                |               |
| 2011 | Speciális alakulat                    | Tactical Force                  | Demetrius                   | Megyeri János |
| 2011 | Arcmás                                | Faces in the Crowd              | Bryce                       | Varga Rókus   |
| 2011 | Elysium – Zárt világ                  | Elysium                         | teknikus                    |               |
| 2011 |                                       | 13 Eerie                        | Tomkins professzor          |               |
| 2012 |                                       | The Bouquet                     | Sam                         |               |
| 2024 | Idővágás                              | Time Cut                        | Gil                         | Bozsó Péter   |

### Televízió
| Év        | Magyar cím                            | Eredeti cím                            | Szerep                                        | Megjegyzések                                                          |
| --------- | ------------------------------------- | -------------------------------------- | --------------------------------------------- | --------------------------------------------------------------------- |
| 1993      | Hegylakó                              | Highlander: The Series                 | Jesse                                         | 1 epizód                                                              |
| 1995      | Szemben az igazságszolgáltatással     | A Family Divided                       | Todd                                          | tévéfilm                                                              |
| 1997      | A vadon hívó szava                    | The Call Of The Wild: Dog Of The Yukon | szerencsejátékos                              | tévéfilm                                                              |
| 1997–2007 | Csillagkapu                           | Stargate SG-1                          | Dr. Daniel Jackson / Machello / Thor (hangja) | - főszereplő - Jackson magyar hangja: - Stohl András - Czvetkó Sándor |
| 1998–2000 | Végtelen határok                      | The Outer Limits                       | Melburn Ross / Dr. Will Olsten                | 2 epizód                                                              |
| 1999      | Menekülés a Marsról                   | Escape from Mars                       | Bill Malone                                   | tévéfilm                                                              |
| 2001–2003 | Androméda                             | Andromeda                              | Balance of Judgment / Gabriel                 | 2 epizód                                                              |
| 2002      | Ha kimondod a nevem                   | All Around the Town                    | Justin Donnelly                               | tévéfilm                                                              |
| 2002      | Házról házra                          | Door to Door                           | John Brady                                    | - tévéfilm - magyar hangja: - Juhász György                           |
| 2004–2008 | Csillagkapu: Atlantisz                | Stargate Atlantis                      | Dr. Daniel Jackson                            | 3 epizód                                                              |
| 2005      | Rajzás 2. – Az új faj                 | Swarmed                                | Kent Horvath                                  | - tévéfilm - magyar hangja: - Czvetkó Sándor                          |
| 2006      |                                       | Under the Mistletoe                    | Kevin Harrison                                | tévéfilm                                                              |
| 2007      | Az igazság fogságában                 | Judicial Indiscretion                  | Jack Sullivan                                 | - tévéfilm - magyar hangja: - Kautzky Armand                          |
| 2007      | Gyilkos kígyó                         | Mega Snake                             | Les Daniels                                   | - tévéfilm - magyar hangja: - Megyeri János                           |
| 2007      | 24                                    | 24                                     | Mark Bishop                                   | 3 epizód                                                              |
| 2007      | Eureka                                | Eureka                                 | Christopher Dactylos                          | 1 epizód                                                              |
| 2008      | A Grand Canyon elveszett kincse       | The Lost Treasure of the Grand Canyon  | Jacob Thain                                   | - tévéfilm - magyar hangja: - Tóth Roland                             |
| 2008      |                                       | Desperate Escape                       | Michael Coleman                               | tévéfilm                                                              |
| 2008–2009 | Minden lében négy kanál               | Burn Notice                            | Victor Stecker-Epps                           | 4 epizód                                                              |
| 2009      | Győzzön az élet!                      | Living Out Loud                        | Brad Marshall                                 | tévéfilm                                                              |
| 2009      | Sanctuary – Génrejtek                 | Sanctuary                              | Jimmy                                         | 1 epizód                                                              |
| 2009–2010 | Stargate Universe                     | Stargate Universe                      | Dr. Daniel Jackson                            | 4 epizód                                                              |
| 2010      |                                       | Tower Prep                             | Dr. Literature                                | 1 epizód                                                              |
| 2010      | Smallville                            | Smallville                             | Hawkman / Carter Hall                         | 4 epizód                                                              |
| 2010      | Odaát                                 | Supernatural                           | Rob                                           | 1 epizód                                                              |
| 2011      | Elit egység                           | Flashpoint                             | David Fleming                                 | 1 epizód                                                              |
| 2011      |                                       | Christmas Lodge                        | Jack Rand                                     | tévéfilm                                                              |
| 2011      |                                       | The Pastor's Wife                      | Matthew Winkler                               | tévéfilm                                                              |
| 2012–2017 | Hope Klinika                          | Saving Hope                            | Charlie Harris                                | főszereplő (85 epizód)                                                |
| 2013      |                                       | Mr. Hockey: The Gordie Howe Story      | Gordie Howe                                   | tévéfilm                                                              |
| 2016      |                                       | Hearts of Spring                       | Andy                                          | tévéfilm                                                              |
| 2017      |                                       | Christmas Homecoming                   | Jim Mullins őrmester                          | tévéfilm                                                              |
| 2018      |                                       | The Detectives                         | Doug Morrison nyomozó                         | 1 epizód                                                              |
| 2019      |                                       | Unspeakable                            | Will Sanders                                  | 8 epizód                                                              |
| 2019      |                                       | Virgin River                           | Paul                                          | 1 epizód                                                              |
| 2019      | Amerika legnagyobb felvételi botránya | The College Admissions Scandal         | Rick Singer                                   | tévéfilm                                                              |
| 2019      |                                       | Heritage Minutes: D-Day                | Archie MacNaughton őrnagy                     | történelmi rövidfilm                                                  |
| 2020      | Valós halál                           | Altered Carbon                         | Horace Axley                                  | 3 epizód                                                              |
| 2020      | A kék könyv-projekt                   | Project Blue Book                      | Christopher Thomas repülő altábornagy         | 1 epizód                                                              |
| 2022      | Doktor Murphy                         | The Good Doctor                        | Paul                                          | 1 epizód                                                              |

### Videójátékok
| Év   | Cím                         | Szerep                      | Megjegyzések   |
| ---- | --------------------------- | --------------------------- | -------------- |
| 2005 | Stargate SG-1: The Alliance | Dr. Daniel Jackson (hangja) | törölt projekt |